# 二本松駅
二本松駅（にほんまつえき）は、福島県二本松市本町（もとまち）2丁目にある、東日本旅客鉄道（JR東日本）東北本線の駅である。

## 歴史
- 1887年（明治20年）12月15日：開業[3]。
- 1939年（昭和14年）2月1日：電報の取り扱いを開始[5]。
- 1963年（昭和38年）10月31日：電報の取り扱いを廃止[6]。
- 1974年（昭和49年）4月1日：みどりの窓口の営業を開始[7][新聞 1]。
- 1976年（昭和51年）
  - 2月5日：駅舎改築のため、仮駅舎の供用を開始[新聞 2]。
  - 9月10日：現在の駅舎が完成する[新聞 3]。
- 1978年（昭和53年）9月10日：貨物の取り扱いを廃止[3]。
- 1984年（昭和59年）2月1日：荷物の扱いを廃止[3]。
- 1987年（昭和62年）4月1日：国鉄の分割民営化により、東日本旅客鉄道の駅となる[3]。
- 2002年（平成14年）：東北の駅百選に選定される。
- 2009年（平成21年）3月14日：ICカード「Suica」の利用が可能となる[報道 1]。
- 2010年（平成22年）3月16日：改札内跨線橋に2基のエレベーターが設置される[8]。
  - 6月30日：二本松駅びゅう旅センター（旧・二本松駅営業センター）が廃止。
  - 11月中旬：指定席券売機を導入。
- 2012年（平成24年）2月：駅出入口に自動ドアが設置される。
- 2015年（平成27年）10月1日：業務委託化。二本松駅長・助役が廃止される。
- 2021年（令和3年）
  - 10月31日：みどりの窓口の営業を終了[4]。
  - 11月1日：話せる指定席券売機を導入[4]。
- 2024年（令和6年）10月1日：えきねっとQチケのサービスを開始[1][報道 2]。

## 駅構造
単式ホーム2面2線をもつ地上駅である。互いのホームは跨線橋で連絡している。
当駅は以前、特急列車の停車駅だった。1982年（昭和57年）11月15日のダイヤ改正で「ひばり」が廃止されたが、東北新幹線の駅から離れていたため、一部の特急を当駅停車とした。しかし、1992年（平成4年）6月30日をもって、当駅停車の特急「つばさ」が山形新幹線開業に伴い廃止され、以後は普通列車のみ停車する駅となった。
1990年代には、朝の上りに当駅始発の気動車普通列車があった（車両は郡山から回送）。また、福島方面からの当駅止まり、折り返し福島行きの普通列車（455系電車による）も存在していた。1998年（平成10年）3月14日のダイヤ改正では平日朝に当駅始発列車（719系6両編成、車両は福島から回送。）が再度設定されたが、1年弱で松川始発に短縮され、当駅始発列車は消滅した。また、寝台特急「北斗星」の当駅での通過待ちが見直された。これらのことにより従来、折り返しや優等列車の通過待ちに使用されてきた中線の2番線は、6月末に廃止された。同時に本線下り出発信号機、上り場内信号機も撤去され、配線がスリムになった。その後、従来の3番線を2番線に改称した。
福島統括センター（福島駅）が管理する業務委託駅（JR東日本東北総合サービスが受託）である。直営駅時代は管理駅として、安達駅と杉田駅を管理していた。また、要員不足時は福島駅から助勤派遣されていた。
構内にSuica対応自動券売機、話せる指定席券売機、簡易Suica改札機、待合室・トイレ（駅舎外・1番線ホーム）、二本松市観光案内所、コインロッカー（駅舎外）、自動販売機（飲料・タバコ・アイスクリーム）などがある。また、バリアフリー対策として、エレベーターが2台設置された。
東北の駅百選に選ばれている。

### のりば
| 番線 | 路線      | 方向 | 行先           |
| ---- | --------- | ---- | -------------- |
| 1    | ■東北本線 | 下り | 福島・仙台方面 |
| 2    | ■東北本線 | 上り | 郡山・黒磯方面 |

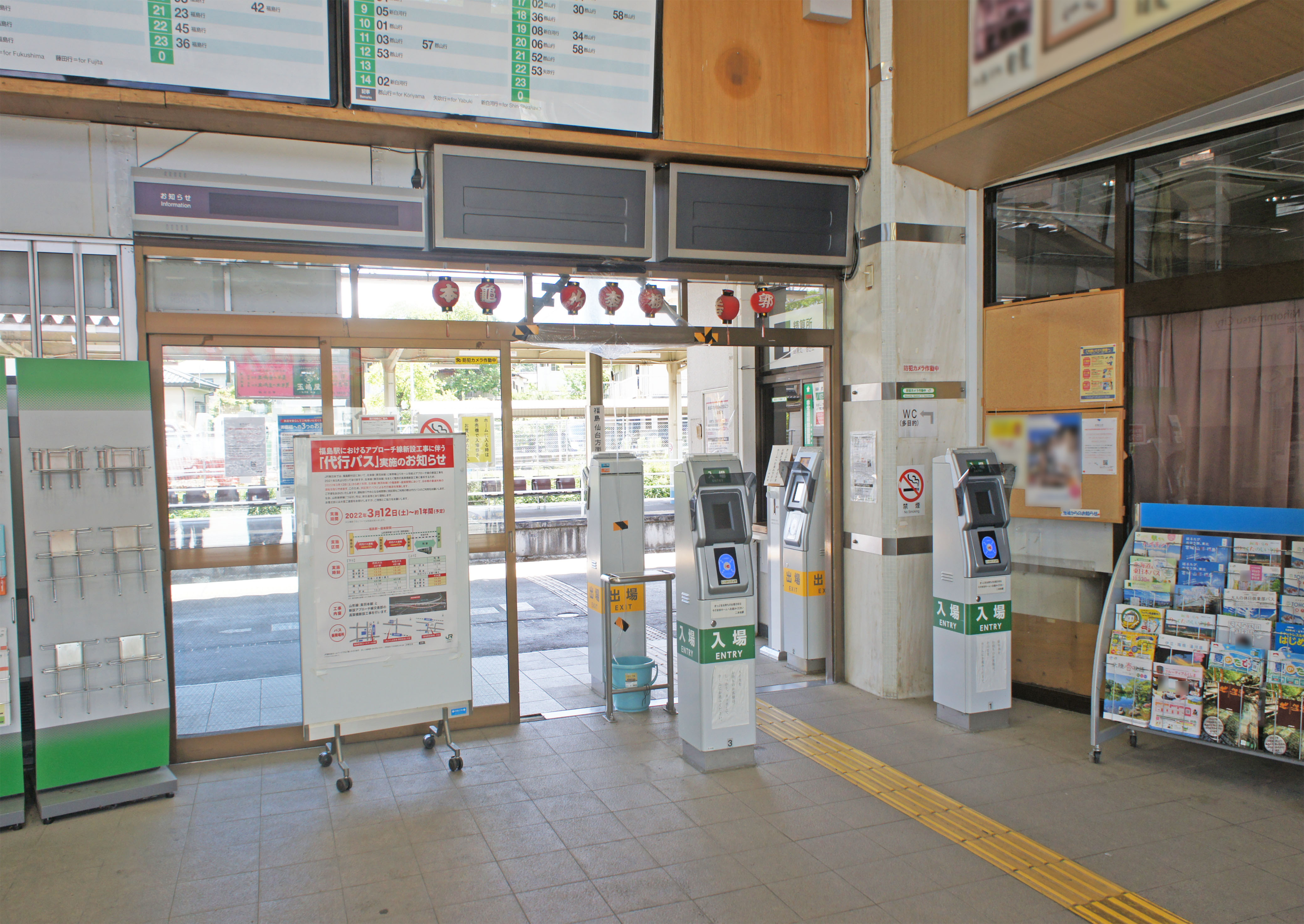
改札口（2022年5月）
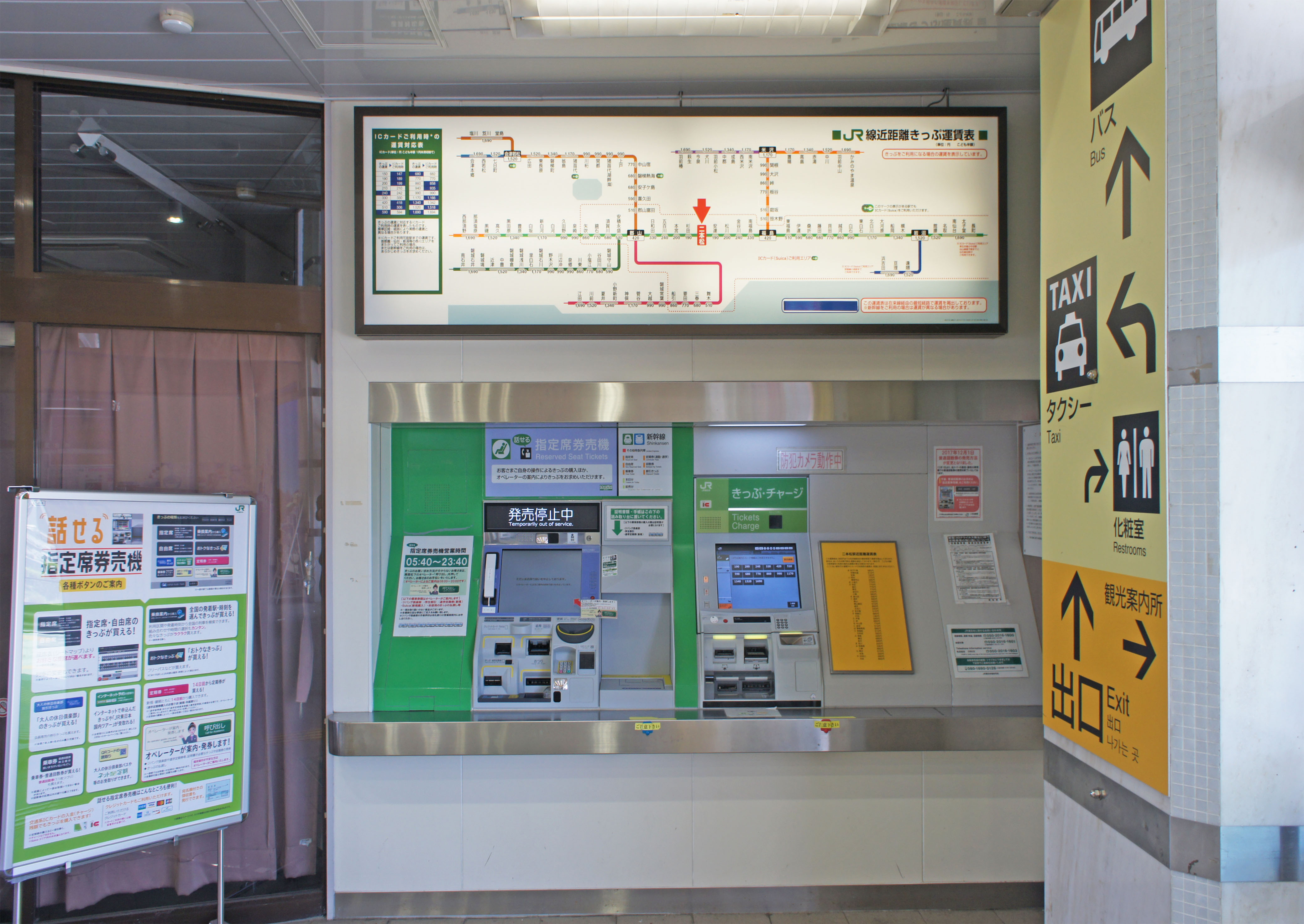
自動券売機（2022年5月）
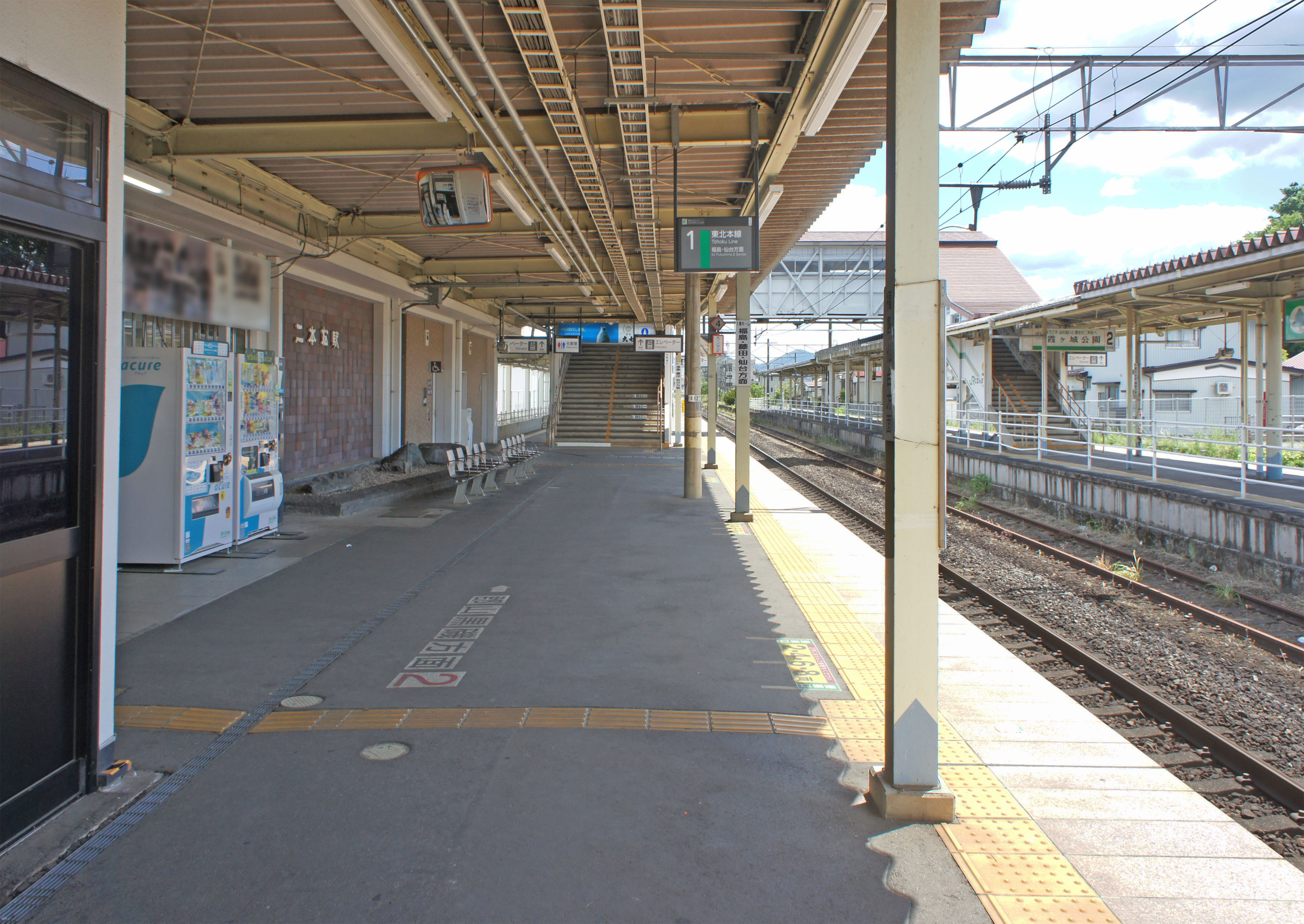
1番線ホーム（2022年5月）
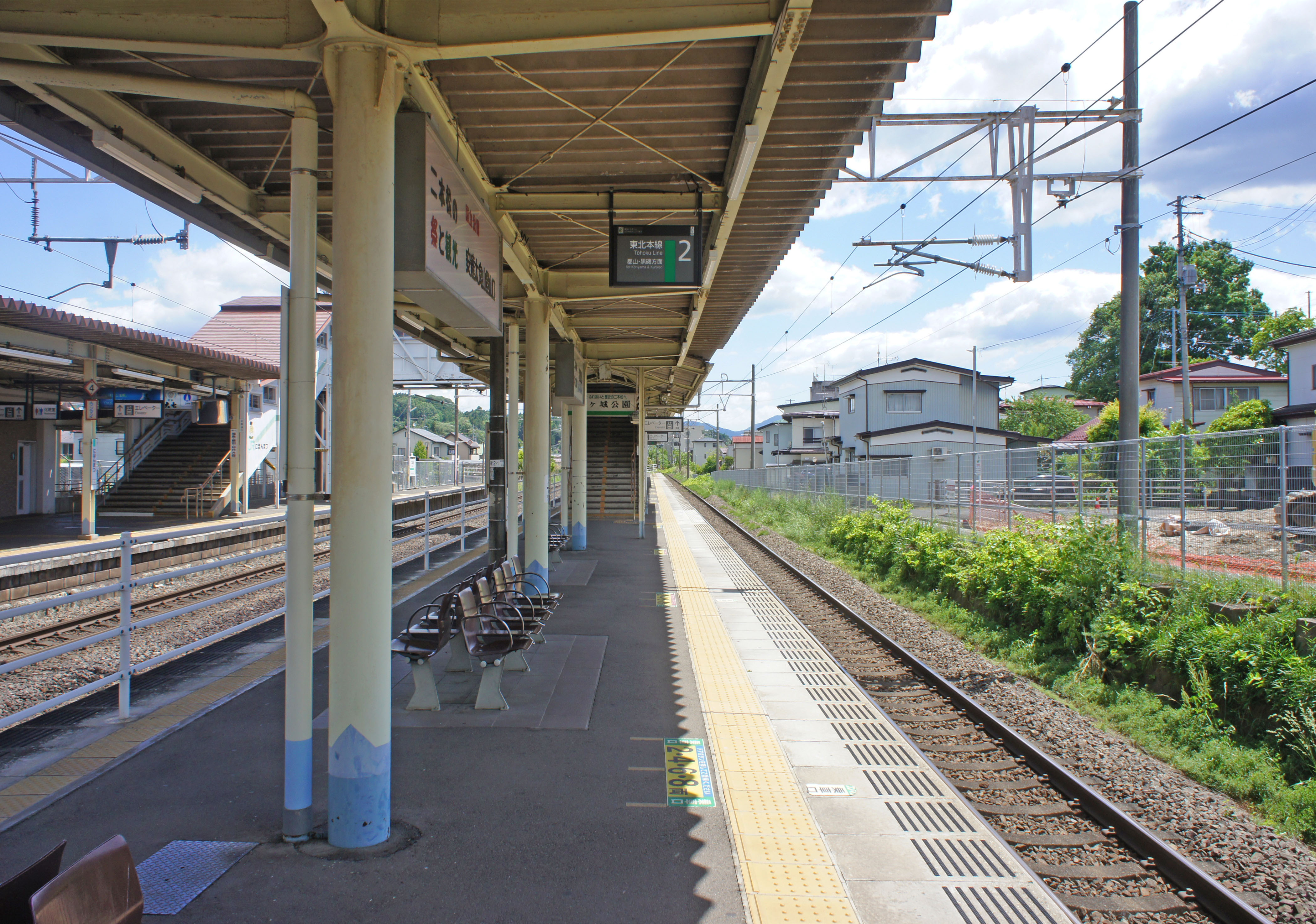
2番線ホーム（2022年5月）

## 利用状況
JR東日本によると、2023年度（令和5年度）の1日平均乗車人員は1,404人である。
2000年度（平成12年度）以降の推移は以下のとおりである。
| 1日平均乗車人員推移 | 1日平均乗車人員推移 | 1日平均乗車人員推移 | 1日平均乗車人員推移 | 1日平均乗車人員推移 |
| 年度                | 定期外              | 定期                | 合計                | 出典                |
| ------------------- | ------------------- | ------------------- | ------------------- | ------------------- |
| 2000年（平成12年）  |                     |                     | 2,655               | [ 利用客数 2 ]      |
| 2001年（平成13年）  |                     |                     | 2,670               | [ 利用客数 3 ]      |
| 2002年（平成14年）  |                     |                     | 2,562               | [ 利用客数 4 ]      |
| 2003年（平成15年）  |                     |                     | 2,445               | [ 利用客数 5 ]      |
| 2004年（平成16年）  |                     |                     | 2,386               | [ 利用客数 6 ]      |
| 2005年（平成17年）  |                     |                     | 2,316               | [ 利用客数 7 ]      |
| 2006年（平成18年）  |                     |                     | 2,250               | [ 利用客数 8 ]      |
| 2007年（平成19年）  |                     |                     | 2,148               | [ 利用客数 9 ]      |
| 2008年（平成20年）  |                     |                     | 2,086               | [ 利用客数 10 ]     |
| 2009年（平成21年）  |                     |                     | 2,062               | [ 利用客数 11 ]     |
| 2010年（平成22年）  |                     |                     | 1,966               | [ 利用客数 12 ]     |
| 2011年（平成23年）  |                     |                     | 2,019               | [ 利用客数 13 ]     |
| 2012年（平成24年）  | 600                 | 1,439               | 2,040               | [ 利用客数 14 ]     |
| 2013年（平成25年）  | 616                 | 1,469               | 2,085               | [ 利用客数 15 ]     |
| 2014年（平成26年）  | 608                 | 1,406               | 2,015               | [ 利用客数 16 ]     |
| 2015年（平成27年）  | 599                 | 1,377               | 1,977               | [ 利用客数 17 ]     |
| 2016年（平成28年）  | 600                 | 1,305               | 1,905               | [ 利用客数 18 ]     |
| 2017年（平成29年）  | 560                 | 1,246               | 1,807               | [ 利用客数 19 ]     |
| 2018年（平成30年）  | 562                 | 1,199               | 1,762               | [ 利用客数 20 ]     |
| 2019年（令和元年）  | 507                 | 1,153               | 1,661               | [ 利用客数 21 ]     |
| 2020年（令和02年）  | 243                 | 1,023               | 1,266               | [ 利用客数 22 ]     |
| 2021年（令和03年）  | 274                 | 1,000               | 1,274               | [ 利用客数 23 ]     |
| 2022年（令和04年）  | 362                 | 960                 | 1,322               | [ 利用客数 24 ]     |
| 2023年（令和05年）  | 424                 | 979                 | 1,404               | [ 利用客数 1 ]      |

## 駅周辺
- 大河内物産店
- アーバンホテル二本松
- 二本松市役所
- 二本松市役所二本松住民センター
- 二本松市文化センター
  - 二本松市民会館
  - 二本松市青年の家
  - 二本松市二本松勤労青少年ホーム
- 二本松市コンサートホール
- 二本松市立二本松図書館
- 二本松警察署
- 二本松郵便局
- 福島地方法務局二本松出張所
- 二本松公共職業安定所
- 二本松神社
- 福島交通二本松営業所
- 福島県道129号二本松安達線
- 福島県道190号二本松停車場線
- 福島県道355号須賀川二本松線

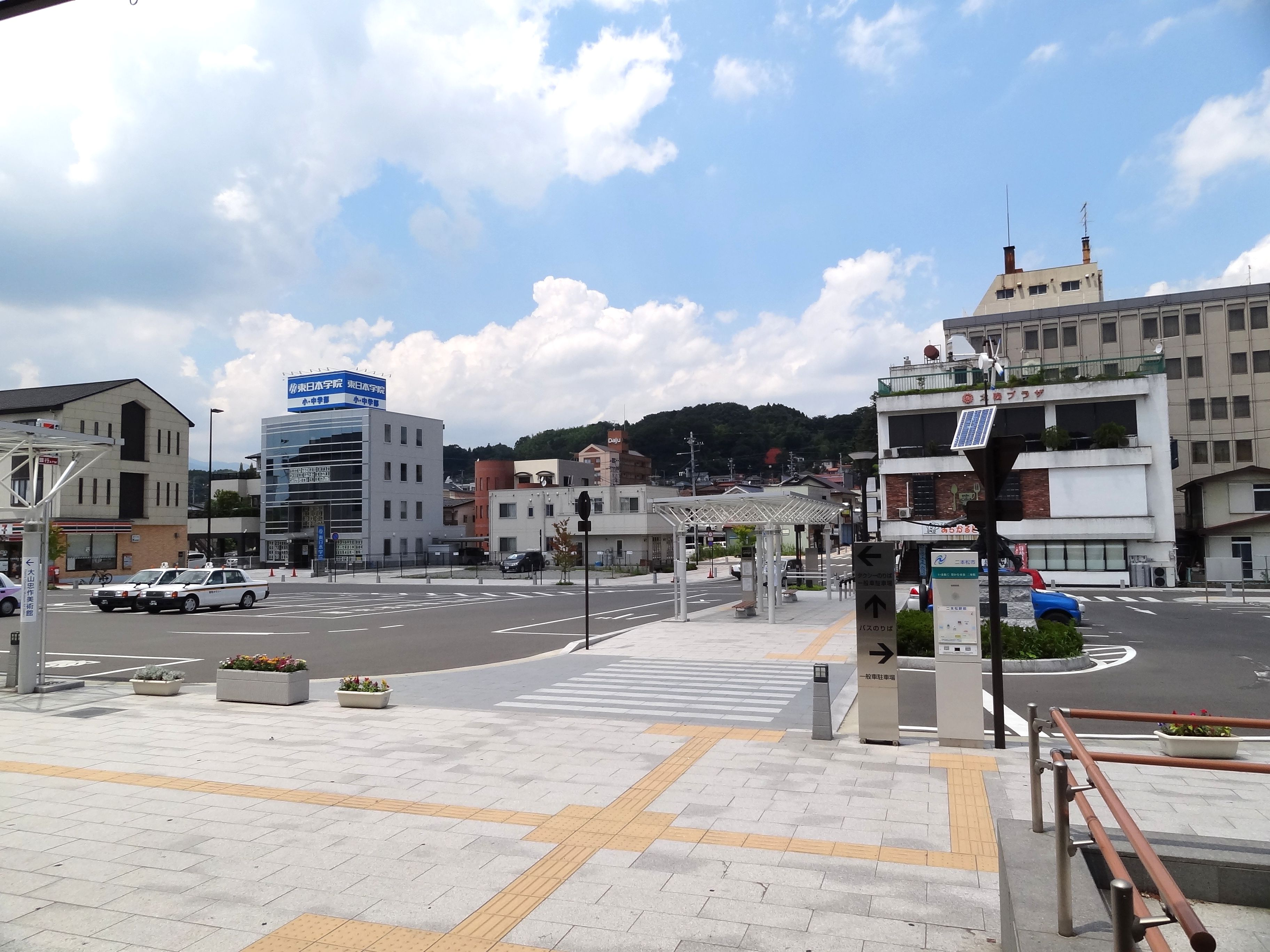
駅前風景

- 国道4号二本松バイパス（｢駅南側」を走行）
- 東北自動車道 二本松インターチェンジ - 駅から約3.6キロメートル
- 高速バス二本松バスストップ - 駅から約3.6キロメートル

## バス路線
福島交通（二本松営業所）が運行する路線バスが発着する。
| 運行事業者   | 系統・行先 | 出典       |
| 二本松駅前   | 二本松駅前 | 二本松駅前 |
| ------------ | --- | ---------- |
| 福島交通     | - 2-3：二本松営業所 - 3-1：本町 - 4-1：若宮二丁目 - 5-1：二本松市役所 - 30-1・30-2：岳温泉 - 31-1：JICA・NTC - 31-2：奥岳 | [ 10 ]     |
| 二本松駅入口 | |            |
| 福島交通     | - 1-1：福島 - 16-1：塩沢温泉 - 17-1：鉄扇橋 - 25-1・25-2：小浜 - 27-1：鈴石 - 60-3：東和小学校                            | [ 11 ]     |

このほか、「二本松駅前」停留所には、あだたら高原スキー場行きのシャトルバス（冬季運行、予約制）が運行されている。なお、当日空席があれば予約なしでも乗車が可能である。

## その他
- 「丹羽十万石の城下町にはふさわしく、二本松城を型どった駅舎」として、東北の駅百選に選定された。
- 駅正面の石垣には、高村光太郎の有名な詩が刻まれている。
- 2005年（平成17年）11月1日より2006年（平成18年）9月30日まで、二本松駅付近の東北本線沿いを流れる六角川の治水工事が行われ、二本松駅周辺も大規模な整理が行われた。

## 隣の駅
東日本旅客鉄道（JR東日本）
■東北本線
杉田駅 - 二本松駅 - 安達駅

### 記事本文

#### 報道発表資料
1. ↑  『Suicaをご利用いただけるエリアが広がります。』（PDF）（プレスリリース）東日本旅客鉄道、2008年12月22日。オリジナルの2020年5月24日時点におけるアーカイブ。2020年5月25日閲覧。
2. ↑  『Suicaエリア外もチケットレスで! 東北エリアから「えきねっとQチケ」がはじまります』（PDF）（プレスリリース）東日本旅客鉄道、2024年7月11日。オリジナルの2024年7月11日時点におけるアーカイブ。2024年8月1日閲覧。

#### 新聞記事
1. ↑  「小牛田駅など七駅にも」『交通新聞』交通協力会、1974年3月31日、3面。
2. ↑  「姿消す“お城の二本松駅”」『交通新聞』交通協力会、1976年1月27日、2面。
3. ↑  「新しい二本松駅が完成」『交通新聞』交通協力会、1976年9月14日、1面。

### 利用状況
1. 1 2  “各駅の乗車人員（2023年度）”.   東日本旅客鉄道. 2024年7月22日閲覧。
2. ↑  “各駅の乗車人員（2000年度）”.   東日本旅客鉄道. 2019年2月12日閲覧。
3. ↑  “各駅の乗車人員（2001年度）”.   東日本旅客鉄道. 2019年2月12日閲覧。
4. ↑  “各駅の乗車人員（2002年度）”.   東日本旅客鉄道. 2019年2月12日閲覧。
5. ↑  “各駅の乗車人員（2003年度）”.   東日本旅客鉄道. 2019年2月12日閲覧。
6. ↑  “各駅の乗車人員（2004年度）”.   東日本旅客鉄道. 2019年2月12日閲覧。
7. ↑  “各駅の乗車人員（2005年度）”.   東日本旅客鉄道. 2019年2月12日閲覧。
8. ↑  “各駅の乗車人員（2006年度）”.   東日本旅客鉄道. 2019年2月12日閲覧。
9. ↑  “各駅の乗車人員（2007年度）”.   東日本旅客鉄道. 2019年2月12日閲覧。
10. ↑  “各駅の乗車人員（2008年度）”.   東日本旅客鉄道. 2019年2月12日閲覧。
11. ↑  “各駅の乗車人員（2009年度）”.   東日本旅客鉄道. 2019年2月12日閲覧。
12. ↑  “各駅の乗車人員（2010年度）”.   東日本旅客鉄道. 2019年2月12日閲覧。
13. ↑  “各駅の乗車人員（2011年度）”.   東日本旅客鉄道. 2019年2月12日閲覧。
14. ↑  “各駅の乗車人員（2012年度）”.   東日本旅客鉄道. 2019年2月12日閲覧。
15. ↑  “各駅の乗車人員（2013年度）”.   東日本旅客鉄道. 2019年2月12日閲覧。
16. ↑  “各駅の乗車人員（2014年度）”.   東日本旅客鉄道. 2019年2月12日閲覧。
17. ↑  “各駅の乗車人員（2015年度）”.   東日本旅客鉄道. 2019年2月12日閲覧。
18. ↑  “各駅の乗車人員（2016年度）”.   東日本旅客鉄道. 2019年2月12日閲覧。
19. ↑  “各駅の乗車人員（2017年度）”.   東日本旅客鉄道. 2018年7月9日閲覧。
20. ↑  “各駅の乗車人員（2018年度）”.   東日本旅客鉄道. 2019年7月11日閲覧。
21. ↑  “各駅の乗車人員（2019年度）”.   東日本旅客鉄道. 2020年7月10日閲覧。
22. ↑  “各駅の乗車人員（2020年度）”.   東日本旅客鉄道. 2021年7月22日閲覧。
23. ↑  “各駅の乗車人員（2021年度）”.   東日本旅客鉄道. 2022年8月5日閲覧。
24. ↑  “各駅の乗車人員（2022年度）”.   東日本旅客鉄道. 2023年7月12日閲覧。